# The Cure
The Cure er en britisk rockgruppe dannet i 1976, hvor gruppens første single blev udgivet, og anført af den letgenkendelige forsanger Robert Smith, der har fungeret som hovedmanden siden dets start. Derudover består The Cure i dag af Simon Gallup, Reeves Gabrels og Jason Cooper.

## Historie
Gruppen var et af de største britiske alternative rockbands i 1980'erne og er det til dels stadig. The Cures single "Killing an Arab" har intet med racisme at gøre, men er en henvisning til Albert Camus' roman "Den fremmede", hvor fortælleren skyder en arabisk mand og bagefter er ude af stand til at give en fornuftig forklaring på sin handling. Blot et år senere udkom "Three Imaginary Boys", dette album var overvejende punk (post-punk). Numre som "Fire In Ciaro" og "Three Imaginary Boys" fik mest opmærksomhed. På mange magasinforsider optrådte billeder af The Cure med overskrifter som: Here start the 80's. Blot et år senere udsendte bandet deres andet album "Seventeen Seconds". Singlen "A Forest" blev en stor succes, især i England. Året efter udkom albummet "Faith", som kredsede om forsanger Roberth Smiths forsøg på at finde troen på livet. Det var dog først i 1982, at The Cure for alvor slog igennem med Pornography. Trods anmeldelser, der stort set alle var dårlige, solgte pladen godt. På dette tidspunkt var bandmedlemmerne aldersmæssigt i starten af 20'erne og eksperimenterede med stoffer, hvilket afspejler sig på albummet ved tung lyrik om stoffer, sex, død og skyld. I 1983 og 1984 indspillede og turnerede Robert Smith også med Siouxsie & the Banshees, der var med som guitarist på deres Nocturne live album og video og deres Hyæna studio album. Cure's mest succesrige album blev udgivet The Head On The Door  i 1985, Kiss Me Kiss Me Kiss Me i 1987 og Disintegration i 1989.
The Cure bliver ofte kaldt et goth-band på grund af Robert Smiths brug af sminke og de ofte deprimerende og dybe tekster. Robert Smith har dog flere gange udtalt, at de ikke er et goth-band. Han ønsker ikke at låse bandet fast i en bestemt musikalsk stil.[kilde mangler]

## Diskografi

### Studiealbums
- Three Imaginary Boys (Fiction Records, 1979).
- Seventeen Seconds (Fiction Records, 1980).
- Faith (Fiction Records, 1981).
- Pornography (Fiction Records, 1982).
- The Top (Fiction Records, 1984).
- The Head on the Door (Fiction Records, 1985).
- Kiss Me, Kiss Me, Kiss Me (Fiction Records, 1987).
- Disintegration (Fiction Records, 1989).
- Wish (Fiction Records, 1992).
- Wild Mood Swings (Fiction Records, 1996).
- Bloodflowers (Fiction Records, 2000).
- The Cure (Geffen Records, 2004).
- 4:13 Dream (Geffen Records, 2008).
- Songs of a Lost World (2024).

### Opsamlinger
- Japanese Whispers (Fiction Records, 1983).

### EP'er
Tekst mangler, hjælp os med at skrive teksten

### Singler
- Killing an Arab (Small Wonder, 1978).
- Boys Don't Cry (Fiction Records, 1979).
- 10:15 Saturday Night / Accuracy (Polydor, 1979).
- Charlotte Sometimes (Fiction Records, 1981).